# Neuapostolische Kirche Villach

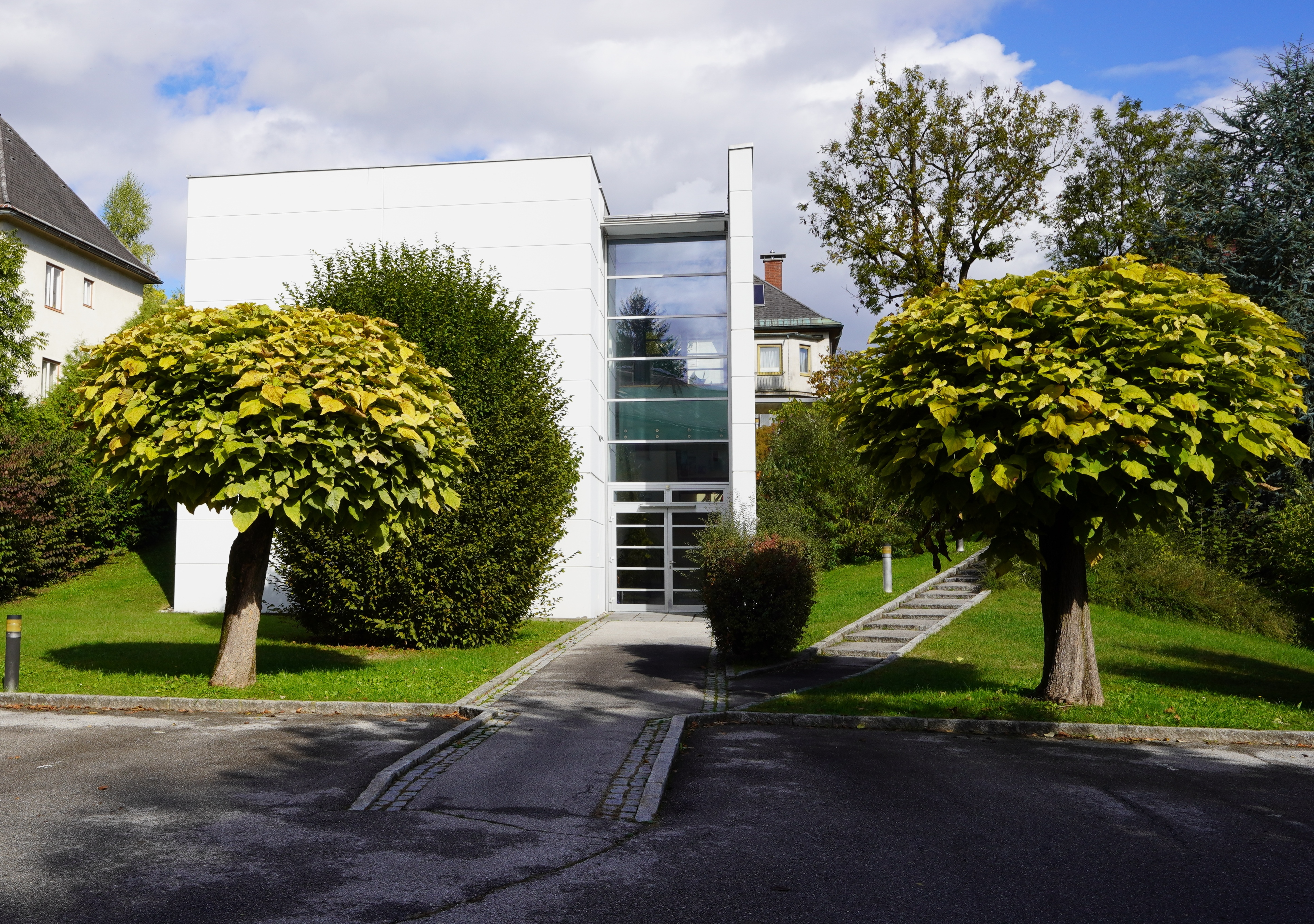

Die Neuapostolische Kirche steht in einer Hanglage zwischen August-von-Jaksch-Straße und Agnes-Greibl-Straße unweit des Stadtzentrums von Villach in Kärnten.

## Geschichte
Die Kirche wurde in den Jahren 1999/2000 nach den Plänen des Architekten Dominik Aichinger erbaut.

## Architektur
Der architektonische Gedanke war die Errichtung eines quaderförmigen Monoliths und eine An- und Verbindung zu den Straßen trotz Hanglage. Durch eine östliche, in Nord-Süd gerichtete parallel gestellte selbsttragende Wandscheibe wurde ein Hingehen auf das Gebäude und ein Durchschreiten des Gebäudes ermöglicht und damit das Thema „Weg“ aufgegriffen. Das Kircheninnere zeigt unterschiedliche Raumzonen, mit Verglasungen Offenheit nach außen und mit geschlossenen Wänden wie eine introvertierte Box. Ein Stahlskelett bildet die Primärkonstruktion der folgenden „Slim-Floor“-Bauweise aus vorgefertigten Betonfertigteilen. Das Flachdach besteht aus Stahlträgern und Hohldielen. Die Fassaden zeigen mit den Montagefugen der Betonfertigteile ein graphisches Wandbild. Weiters dominieren Glasfenster mit sechs vertikalen Fensterstreifen.
Die Erschließung der Kirche erfolgt südlich vom Parkplatzareal an der Agnes-Greibl-Straße. Der Wegdurchgang zwischen Wandscheibe und Kirche hat eine 17-stufige Treppenanlage zum Foyer und folgenden Kirchenraum. Den zweiten Zugang bildet ein Steg aus verzinkten Stahlprofilen von der August-von-Jaksch-Straße. Der dritte Weg führt über einen s-förmig angelegten Gehweg bis zum Kirchenportal. Das Portal wird durch ein schräg geneigtes Vordach aus Metall auf zwei Metallstangen deutlich erkennbar.
Das Kircheninnere zeigt ein Foyer mit einer Garderobe und einem Sanitärblock. Der streng symmetrische Kirchenraum befindet sich im ersten Obergeschoß. Es gibt ein einstufiges Altarpodest mit Altar, Orgel und vier Priestersitzen. Der Kirchenraum ist mit einer Faltschiebewand zum Foyer hin erweiterbar. Im Erdgeschoß befindet sich ein Ämterzimmer. Im zweiten Obergeschoß befinden sich ein Jugendraum, mittig eine Teeküche, und anschließend ein Kinderraum.
Die natürliche Belichtung des Kirchenraumes erfolgt durch drei schmale hohe Fenster im Bereich der Südfassade. Als künstliches Licht dienen in der Akustikdecke integrierte Lichtquellen. Über dem Altar sind zwei konische Deckenlampen abgehängt. An der Altarwand ist das in Metall gefertigte Logo der Neuapostolischen Kirche angebracht.